# Eilema luteola
Eilema luteola là một loài bướm đêm thuộc phân họ Arctiinae, họ Erebidae.